# Roberto Tola
Roberto Tola (5 agosto, 1966) é um guitarrista e compositor de jazz italiano.

## Biografia
Roberto Tola começou a estudar música aos seis anos. Em 1976 estudou violoncelo no Conservatório de Música Sassari. Quatro anos depois, autodidata, continuou seus estudos de guitarra moderna e jazz e em 1983 fundou o sexteto Jazzmania, ativo de 1983 a 1988.
A partir de 1989 integrou a Blue Note Orchestra, posteriormente Orchestra Jazz della Sardegna, até 2010.
Em 2005 lidera a orquestra do concurso de canto Canzonissima 2000, para a seleção de novos cantores italianos emergentes para o Festival Castrocaro.
Roberto Tola também trabalhou na educação musical, em várias escolas italianas, ensinando guitarra moderna e jazz por mais de 20 anos, de 1989 a 2012.
Em 2014 colaborou no álbum "On The Corner" do grupo inglês jazz-funk Shakatak, editado pelo selo JVC Japan e Secret Records para o resto do mundo.
Em 2016, ao lado de importantes e renomados músicos ingleses, como Mornington Lockett, Derek Nash, George Anderson, ele aparece no álbum "Endless Summer" e no single "M is for Manhattan" da cantora inglesa Jill Saward.
Em maio de 2017, Tola lançou seu primeiro álbum solo intitulado Bein 'Green. registrado na Sardenha, Espanha, Inglaterra e Estados Unidos. O álbum conta com músicos de renome internacional, a saber: Bob Mintzer, Najee, Bill McGee, Jill Saward, Bill Sharpe e Tim Collins.
Em setembro de 2017 o álbum Bein 'Green foi premiado com a medalha de prata no Global Music Awards, em La Iolla (Los Angeles), nas categorias Jazz Music e Melhor Álbum.
Roberto Tola no Hollywood Music in Media Awards - 16 de novembro de 2017 - Teatro "The Avalon", Hollywood
Em novembro de 2017, Tola foi indicado na 8ª edição do Hollywood Music in Media Awards realizado no teatro The Avalon em Hollywood, na categoria Jazz, pelo single "Sunny Morning" do álbum Bein' Green.
Mais uma vez, em novembro de 2017, Roberto Tola é o melhor artista de Jazz de 2017 e sua música "Sunny Morning" é eleita a melhor música de Jazz do ano pelo concurso Radio Music Awards, uma competição entre estações de rádio dos EUA, criada e administrada por Fundação "Indie Music Channel".

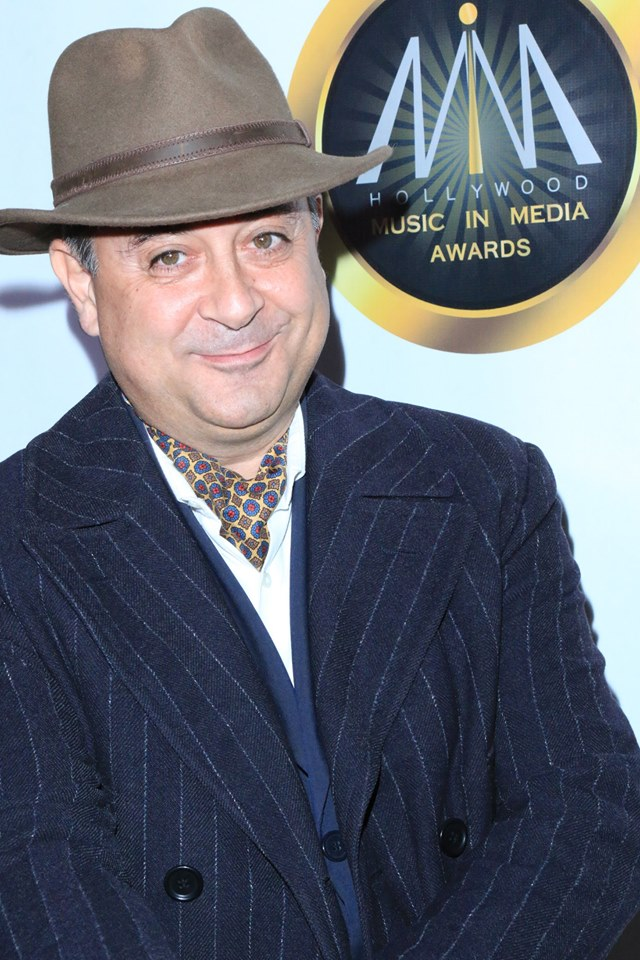
Roberto Tola no Hollywood Music in Media Awards - novembro de 2017 no The Avalon Theatre, em Hollywood

Em março de 2018, Tola também recebeu o "Prêmio Vox Populi" durante o 16º Independent Music Awards no Lincoln Center em Nova York, com a música "Funky Party" na categoria Jazz Instrumental. A música recebe estrelas da cena musical internacional, como o famoso saxofonista Bob Mintzer e o pianista Bill Sharpe.
Em abril de 2018, a associação Indie Music Channel Awards homenageia Roberto Tola com sete prêmios em oito indicações, correspondentes às seguintes categorias: Melhor canção de jazz com a canção "Flying Away", Melhor gravação de jazz com o single "Tears for Niro", Melhor instrumentista de jazz com a música "Funky Party", Melhor produtor de jazz com "Cabriolet", e Melhor gravação do ano com a música "Tears For Niro" e Melhor Artista do ano.
Em 15 de julho de 2018 foi agraciado com a Menção Honrosa do Atlas Elite Entertainment Music Awards, em parceria com a Sony Music, pela música Sunny Morning, expressamente escolhida pelo júri do concurso entre todos os participantes de todas as categorias do prêmio.
Algumas faixas do álbum "Bein' Green" de Roberto Tola, incluindo "Yellow Room" (com o vibrafonista de Nova York Tim Collins) e "With You All The Clouds Go Away" (com o saxofonista californiano Najee) apareceram no "Local on the 8s "(ou Local Forecast), um programa de segmento que vai ao ar na rede americana de televisão a cabo e por satélite The Weather Channel nos Estados Unidos da América.
No dia 9 de agosto de 2018, após os reconhecimentos internacionais e sucessos alcançados pelo artista em todo o mundo, recebe as homenagens de sua cidade natal Sassari, pelas mãos do prefeito Nicola Sanna, com um prêmio de mérito artístico e a função de Embaixador da Sassari e Sardenha no exterior que o artista realiza com sua atividade musical.
Em setembro de 2018 o Hollywood Music in Media Awards, prestigiado concurso de música realizado anualmente no famoso teatro The Avalon em Hollywood, nomeou Roberto Tola pela segunda vez (a anterior foi na edição de 2017), na categoria Jazz, com a música Funky Party, escolhida entre centenas de candidatos de todo o mundo.

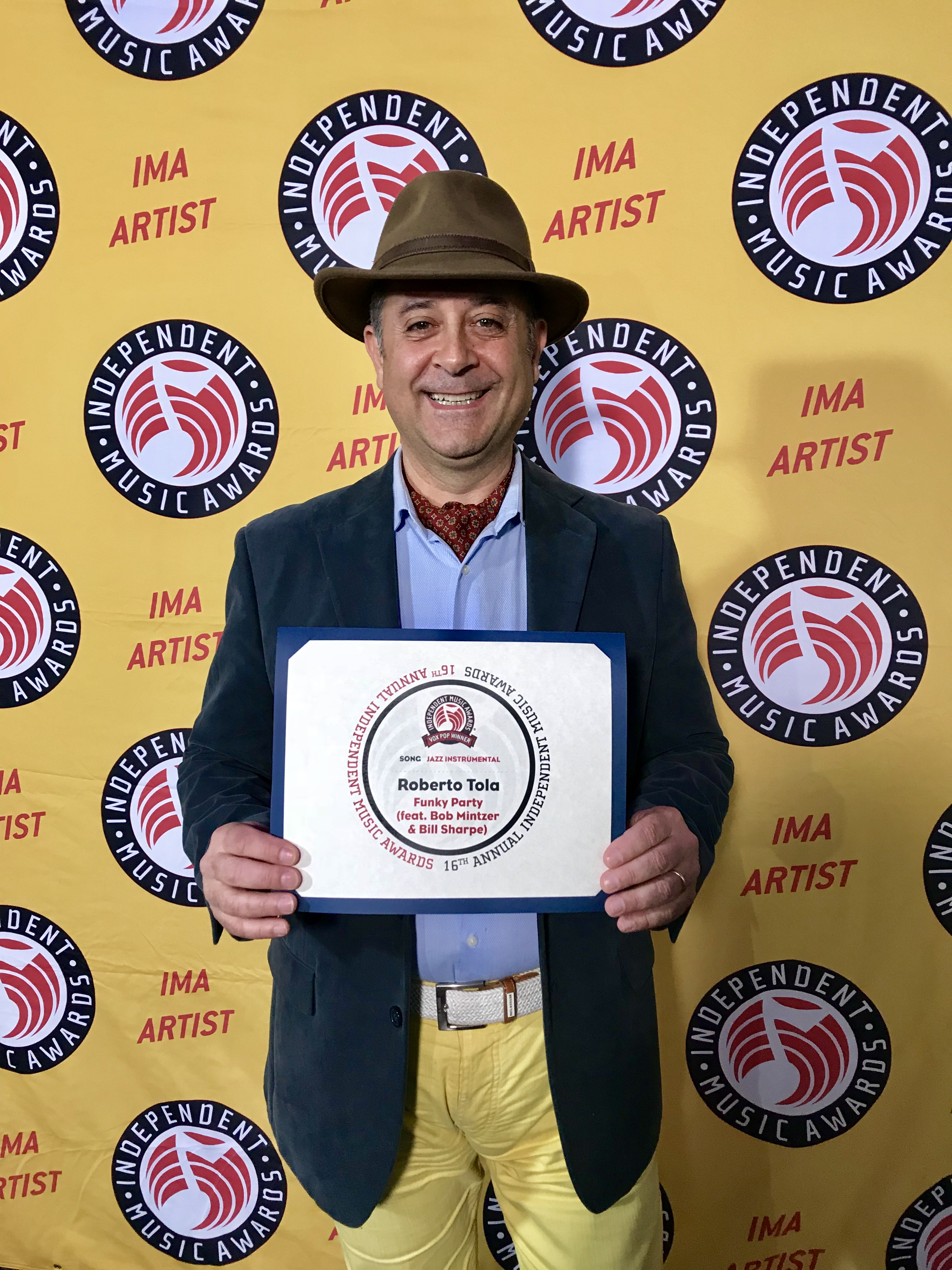
Roberto Tola - 16º Independent Music Awards - Cidade de Nova York, Lincoln Center - março de 2018

Roberto Tola - no 16º Independent Music Awards em Nova York, Lincoln Center, 31 de março de 2018
Em outubro de 2018, a canção Lullaby of Christmas, lançada em dezembro de 2017, foi admitida pela Recording Academy, para a corrida pelo GRAMMY AWARDS 2019, que decorre anualmente no Staples Center em Hollywood. Admissão que então se repetirá também para o concurso do GRAMMYs também em 2019 com a música Slow Motion, publicada em novembro de 2018.
The Moth FM, um grupo de 5 rádios FM e WEB globais na Inglaterra, premiou Roberto Tola como o melhor artista do ano (resultado alcançado por meio de votação direta do público e ouvintes de rádio de suas estações em todas

## Discografia

### Como leader
- 2024: Pigiamino (single - EBM)
- 2024: The Journey Ahead (single - EBM)
- 2024: Bossa Amor (Wave of Love) (single - EBM)
- 2023: Natashenka (single - EBM)
- 2023: Driving To Madrid (single - EBM)
- 2022: Says (Single - EBM)
- 2022: Sunny Morning (Summer Party) - remixed y remastered (single - EBM)
- 2022: Sun Kiss (single - EBM)
- 2021: A Christmas Ago (single - EBM)
- 2021: Kon Tiki - com Billy Cobham, Eric Marienthal, Scott Wilkie, Andrea Todanelli (album - EBM)
- 2021: Tiana - com Eric Marienthal (single - EBM)
- 2020: Colors - com Michael Lington, Paula Atherton, Rocco Ventrella, Bill McGee, Darryl Walker, Mando Cordova (album - RT Music)
- 2018: Slow Motion (single - RT Music)
- 2018: Sunny Morning - com Bill Sharpe, Jill Saward (single Radio Edit - RT Music)
- 2017: Lullaby of Christmas - (single - RT Music)
- 2017: Bein' Green - com Bob Mintzer, Najee, Bill McGee, Jill Saward, Bill Sharpe, Tim Collins (album - RT Music)

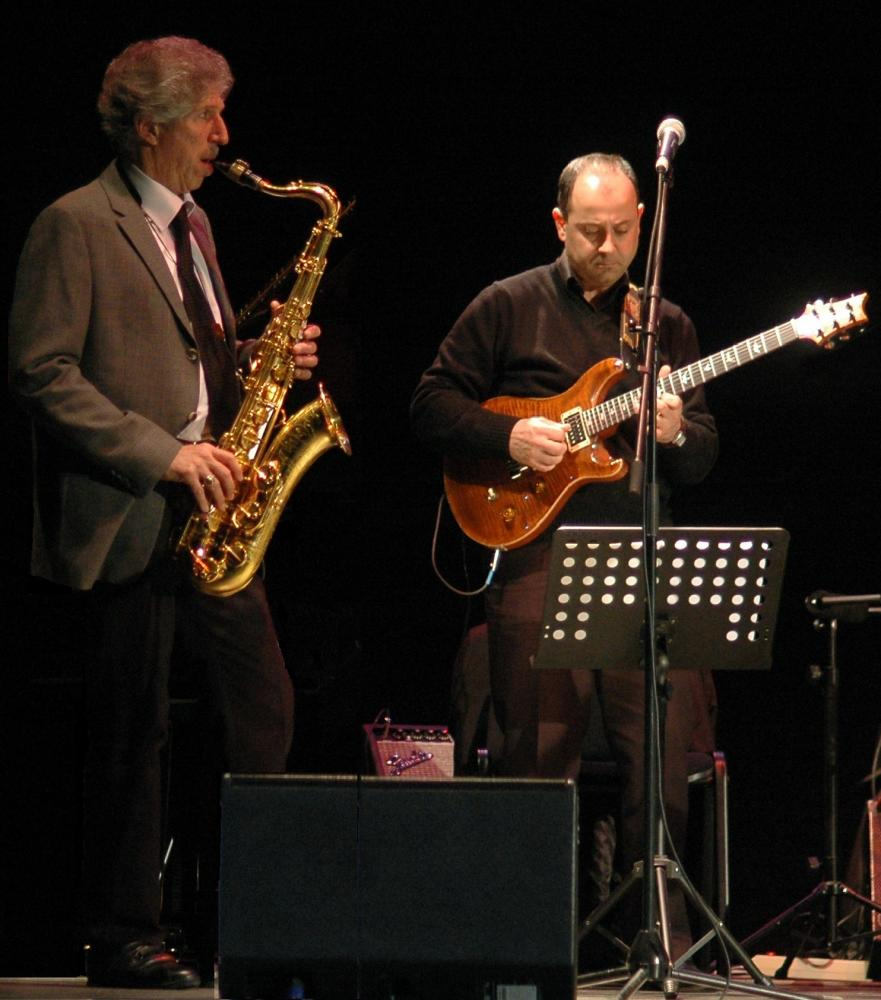
Roberto Tola with Bob Mintzer Italy Tour 2008

### Como sideman
- 2014: Shakatak - On the Corner (JVC)
- 2016: Jill Saward - M Is For Manhattan (Secret Records)
- 2026: Jill Saward - Endless Summer (Secret Records)
- 2020: Rocco Ventrella - Feeling the Breeze (Delilah Records)

### Con Orchestra Jazz della Sardegna
- Scrivere in Jazz (Flex Records, 1996)
- Sacred Concert Jazz Te Deum (Soul Note, 2002)
- Blau (Wide Sound, 2004)
- Il Brutto Anatroccolo (Il Manifesto, CD 2005)
- Il Brutto Anatroccolo - Live at "Time in Jazz" Festival (Time in Jazz, 2008)

## Vídeo
- 2006: I Am the Walrus - com Colin Towns e OJS
- 2017 Sunny Morning - com Jill Saward (vox) e Bill Sharpe (Piano e teclado)

## Prêmios, homenagens e nomeações
| Anno | Premio                                              | Categoria                        | Opera                           | Risultato        | Note                          |
| ---- | --------------------------------------------------- | -------------------------------- | ------------------------------- | ---------------- | ----------------------------- |
| 2017 | Global Music Awards                                 | Jazz Music Album                 | Bein' Green                     | medalha de prata |                               |
| 2017 | Global Music Awards                                 | Album                            | Bein' Green                     | medalha de prata |                               |
| 2017 | 8th Hollywood Music in Media Awards                 | Jazz                             | Sunny Morning                   | nomeado          |                               |
| 2017 | Radio Music Awards                                  | Jazz                             | Sunny Morning                   | vencedor         |                               |
| 2017 | Radio Music Awards                                  | Jazz                             | Flying Away                     | vencedor         |                               |
| 2018 | 16th The Independent Music Awards                   | Jazz                             | Funky Party                     | vencedor         | Vox Pop Award                 |
| 2018 | Indie Music Channel Awards                          | Jazz Song                        | Flying Away                     | vencedor         |                               |
| 2018 | Indie Music Channel Awards                          | Jazz Recording                   | Tears For Niro                  | vencedor         |                               |
| 2018 | Indie Music Channel Awards                          | Jazz Instrumentalist             | Funky Party                     | vencedor         |                               |
| 2018 | Indie Music Channel Awards                          | Jazz Producer                    | Cabriolet                       | vencedor         |                               |
| 2018 | Indie Music Channel Awards                          | Jazz Video                       | Sunny Morning                   | vencedor         | Natalia Vlaskina co-vincitore |
| 2018 | Indie Music Channel Awards                          | Best New Male Artist of the Year |                                 | vencedor         |                               |
| 2018 | Indie Music Channel Awards                          | Recording of the Year            | Tears For Niro                  | vencedor         |                               |
| 2018 | Atlas Elite Entertainment Music Awards              | Menzione d'Onore dell'Anno       | Sunny Morning                   | vencedor         |                               |
| 2018 | Comune di Sassari                                   | Meriti Artistici                 | Attività Musicale               | menção honrosa   |                               |
| 2018 | 9th Hollywood Music in Media Awards                 | Jazz                             | Funky Party                     | nomeado          |                               |
| 2018 | Annual TheMothFM Jazz Awards (GMFM -DB Radio Group) | Best Overall Artist 2018         |                                 | vencedor         |                               |
| 2018 | UK Songwriting Contest 2018                         | Jazz/Blues                       | Flying Away                     | Finalista        |                               |
| 2018 | UK Songwriting Contest 2018                         | Jazz/Blues                       | Funky Party                     | Finalista        |                               |
| 2018 | UK Songwriting Contest 2018                         | Jazz/Blues                       | Tears For Niro                  | Finalista        |                               |
| 2018 | UK Songwriting Contest 2018                         | Jazz/Blues                       | With You All The Clouds Go Away | Finalista        |                               |
| 2018 | UK Songwriting Contest 2018                         | Instrumental                     | Flying Away                     | Finalista        |                               |
| 2018 | UK Songwriting Contest 2018                         | Instrumental                     | Funky Party                     | Finalista        |                               |
| 2018 | UK Songwriting Contest 2018                         | Instrumental                     | Tears For Niro                  | Finalista        |                               |
| 2019 | 17th The Independent Music Awards                   | Instrumental                     | Lullaby of Christmas            | vencedor         | Vox Pop Award                 |
| 2019 | 2nd Atlas Elite Entertainment Music Awards          | Jazz                             | Slow Motion                     | vencedor         |                               |
| 2019 | 6th One World Music Awards                          | Best Jazz Album                  | Bein' Green                     | 2º classificado  |                               |
| 2019 | 10th Annual Hollywood Music in Media Awards         | Jazz                             | Slow Motion                     | nomeado          |                               |
| 2020 | 18th The Independent Music Awards                   | Jazz with Vocals                 | Slow Motion                     | vencedor         | Vox Pop Award                 |
| 2020 | 19th UKSC Music Contest (United Kingdom)            | Jazz                             | Preludio                        | Semifinalista    | Finalista TBA                 |
| 2020 | 19th UKSC Music Contest (United Kingdom)            | International Composition        | Preludio                        | Semifinalista    | Finalista TBA                 |
| 2020 | 19th UKSC Music Contest (United Kingdom)            | Instrumental                     | Sandro's Song                   | Semifinalista    | Finalista TBA                 |
| 2020 | 19th UKSC Music Contest (United Kingdom)            | World Music                      | Coco Loco                       | Semifinalista    | Finalista TBA                 |
| 2020 | 19th UKSC Music Contest (United Kingdom)            | Composizione                     | Coco Loco                       | Semifinalista    | Finalista TBA                 |
| 2020 | 19th UKSC Music Contest (United Kingdom)            | Jazz                             | Libeccio                        | Semifinalista    | Finalista TBA                 |
| 2020 | 19th UKSC Music Contest (United Kingdom)            | Composition                      | Libeccio                        | Semifinalista    | Finalista TBA                 |